# 小林アナ
小林アナ（こばやしアナ、1981年12月18日 - ）は、日本のピン芸人、フリーアナウンサー、タレント、ラジオパーソナリティー。元新潟テレビ21アナウンサー。本名及び旧芸名、小林 聖子（こばやし せいこ）。
長野県佐久市出身。サンミュージックプロダクション所属。ヒューマンアカデミーお笑い芸人養成講座出身。地方局のアナウンサー出身で、ラジオパーソナリティとして活動が多い。
従姉に漫画家の大島永遠と三島弥生がおり、同じ漫画家の大島やすいちは叔父にあたる。

## 略歴
- 佐久長聖高等学校卒業[1][4]、上智大学外国語学部ロシア語学科卒業[5]。大学入学時はロシア語にあまり興味は無かったが、日常会話程度のロシア語は喋ることができる[6]。
- 新潟テレビ21アナウンサー（2004年4月 - 2007年9月在籍）。
- ヒューマンアカデミー主催の公開オーディションにより、サンミュージックプロダクションに指名され、同社所属となる。
- M-1グランプリ2008は、木村晃健とのコンビ「ランニングパス」で出場し、2回戦敗退。
- R-1ぐらんぷりは、2009は1回戦敗退、2010は2回戦まで進出。2011は準決勝まで進出。2016は2回戦敗退。
- D1GP2011年度のイメージガール「D-Sign」に選ばれた[7]。
- 2013年7月4日、乳がんに罹患していたこと、及び癌切除と乳房再建の手術をしたことを、自らのブログで公表した[8][5]。
- ベストボディ・ジャパン大会では、那覇大会（2021年9月12日開催）のウーマンズクラス（40歳 - 49歳）で準グランプリを受賞[9]。さいたま大会（2021年10月2日開催）で第3位に入る[10]。
- 2022年5月6日、出身地・佐久市の観光大使に任命される[11][12]。

## 人物
- 特技は早口言葉、ケーブル巻き、水泳。趣味は貧乏一人旅、カラオケ、パチンコ[13]。
- 芸人になったきっかけは、パンチ佐藤と仕事で一緒になった時に、佐藤のリアクションを見て「あの人のようになりたい」と、リアクションだけで人を笑わせる技術に感銘を受けたことからだったという[14][15]。
- 新潟テレビ21のアナウンサー時代、バラエティー番組の『フィット姉さん』のコーナーで、レオタードに金髪のかつらをかぶり、フィットネスをするお姉さんに扮して出演していた[15]。アナウンサーを辞めた理由に関しては、「社内恋愛で失敗した」と述べている[16]。
- 実家はブティックJ-houseを経営している（最寄駅は小海線中込駅）[17]。母親が仕入を担当している。父親（愛知県豊橋市出身[18]）は宝石商[19]。両親はカーラジオで長野からFM NACK5の「おに魂」を聴いていた[20]。本人も実家に帰った際は同じようにおに魂を聴いた。
- D-Signで共働した鈴木蛍（元sherryメンバー）とは今でも交流が深く、単独ライブにも観覧する程である[21]。
- 太田プロダクション所属の芸人で、埼玉県川口市出身のテラシマニアックと交際した[15]。

## 芸風
- おもなネタは、これまでのアナウンサー生活から経験した、身の周りの話に基づくといわれることを特技の早口言葉にして披露するもの（この時は最後に「小林アナのファンタスティック早口トークショー!」と言って締めることがある）、色々な事柄を「アナウンサーの場合」「芸人の場合」としてその違いを言うものなどがある。リズムに乗せて早口言葉を言いながら毒舌・下ネタを吐くといった、リズムネタも多くなっている。
- これまでに演じたネタの中には、ニュースキャスタースタイルのネタや、アナウンサー生活をネタにした一人コント、喋りの中に歌やリズム、「なんていうのはウソ」という台詞などを入れたネタ（2010年頃から）[22]。『愛の賛歌』の替え歌で「乳首を舐める～」という歌ネタ[7]、2014年からは、尼僧のキャラクターで「小林寂聴」に扮してのネタ（2014年頃から）[23]。同年末頃からは『デカケツ刑事』のキャラクターでの一人コント（2014年頃から）[24]、などがあった。

## 出演

### 現在のレギュラー出演番組
- FMヨコハマ ラジオショッピング（FMヨコハマ）水曜日・木曜日
- TANSAN HOUR　今夜もシュワシュワ（FMヨコハマ）炭酸王子こと石川峰生と出演する30分番組。
- GOGOMONZ（NACK5）　不定期。様々な別名で出演をしている。ハラベラシ聖子としては毎月リポーターとして出演。
- 佐久平Ana to you（エフエム佐久平）

### 過去のレギュラー出演・単発出演
- 陽気なトランポリン
- 週刊ことばマガジン（2006年7月1日放送分）
- GyaOジョッキー 超サンミュージック 三拍子ナイト（2008年3月6日放送分）
- ワッチミー!TV×TV watch me!笑劇場（BSフジ　2008年8月11日、2008年10月20日、2009年1月19日）太字はマリエ賞獲得
- 超サンミュージック 貴族ナイト（髭男爵ナイト）（GyaOジョッキー） 2008年10月9日放送分より ※第3木曜日
- アリケン（テレビ東京、2009年1月24日）
- 髭男爵 ルネッサンスラジオ（文化放送 WEB出演）
- ぐるぐるナインティナイン（日本テレビ、2009年5月14日放送分「おもしろ荘へいらっしゃい! 」内「やば荘」）
- カンニングの恋愛中毒（2009年6月12日更新分[25]、GyaO・ShowTime）
- エンタの天使（日本テレビ、第11回 2009年7月29日） - キャッチコピーは「やさぐれ女の下剋上」。この日のMCだった松尾英里子に「（東京アナウンスセミナー時代の先輩なので）知り合いです」と言われた。
- 超能力スペシャル2010 今夜奇跡が?世界最強超能力者×最新脳科学 ナゾ解明プロジェクト（TBSテレビ）- 2010年1月4日
- 『ぷっ』すま（テレビ朝日）- 2010年2月9日「ザ・ギリギリマスター! ギリギリ女芸人」、2013年3月1日「独り身女芸人対抗彼めし選手権」
- ウケウリ!!（日本テレビ）
- 笑う妖精（テレビ朝日）- 2010年6月12日深夜、「スクワットをしながら早口言葉」の芸を披露。
- ジャガイモン（テレ朝チャンネル、2010年12月9日）
- 新世紀ネタキング決定戦（TOKYO MX、2011年3月3日）
- ピロロン学園（日本テレビ、2012年7月25日）
- 特大ニコジョッキー番組紹介しょ〜かい #54（2013年7月12日、ニコジョッキー）のの子 、夏海りの、多香津郁海
- The Nutty Radio Show おに魂  （2010年10月～2015年3月、NACK5） 木曜日パーソナリティ
- GOGOMONZ  （2015年4月1日～2016年9月29日、NACK5) パーソナリティ
- 熱血BO-SO TV（2011年1月22日・2月26日・4月2日、チバテレ） 不定期出演
- おはよう!スプーン（2011年4月～、ラジオ日本）金曜日のみ
- 突撃!!リサーチャーズ　しなココ（2012年7月～、ケーブルテレビ品川）
- VS三拍子（2011年8月12日開始、ニコジョッキー）金曜月1
- ザ・細かすぎて伝わらないモノマネ（2021年12月11日、フジテレビ）
- ラジオのアナ〜ラジアナ （NACK5）パーソナリティ 月曜日
- 小林アナと閃光花火の売れナイト （ニコジョッキー、アメジョッキー、エフジョッキー、月一）
- Sunday Audio Show〜アナと日曜のパーマ〜（NACK5）

### DVD
- 故 鳥居みゆき 告別式〜狂宴封鎖的世界〜（コンテンツリーグ、2009年1月21日）司会役